# NGC 1099
NGC 1099 ist eine Balken-Spiralgalaxie vom Hubble-Typ SBb mit ausgedehnten Sternentstehungsgebieten im Sternbild Eridanus am Südsternhimmel. Sie ist schätzungsweise 335 Millionen Lichtjahre von der Milchstraße entfernt und hat einen Durchmesser von etwa 190.000 Lichtjahren. Gemeinsam mit NGC 1091, NGC 1092, NGC 1098 und NGC 1100 bildet sie die Hickson Compact Group 21. 
Das Objekt wurde am 17. Oktober 1885 vom US-amerikanischen Astronomen Francis Preserved Leavenworth entdeckt.